# Pantophthalmus splendidus
Pantophthalmus splendidus är en tvåvingeart som beskrevs av Austen 1923. Pantophthalmus splendidus ingår i släktet Pantophthalmus och familjen Pantophthalmidae.
Artens utbredningsområde är Panama. Inga underarter finns listade i Catalogue of Life.